# Virtuoso

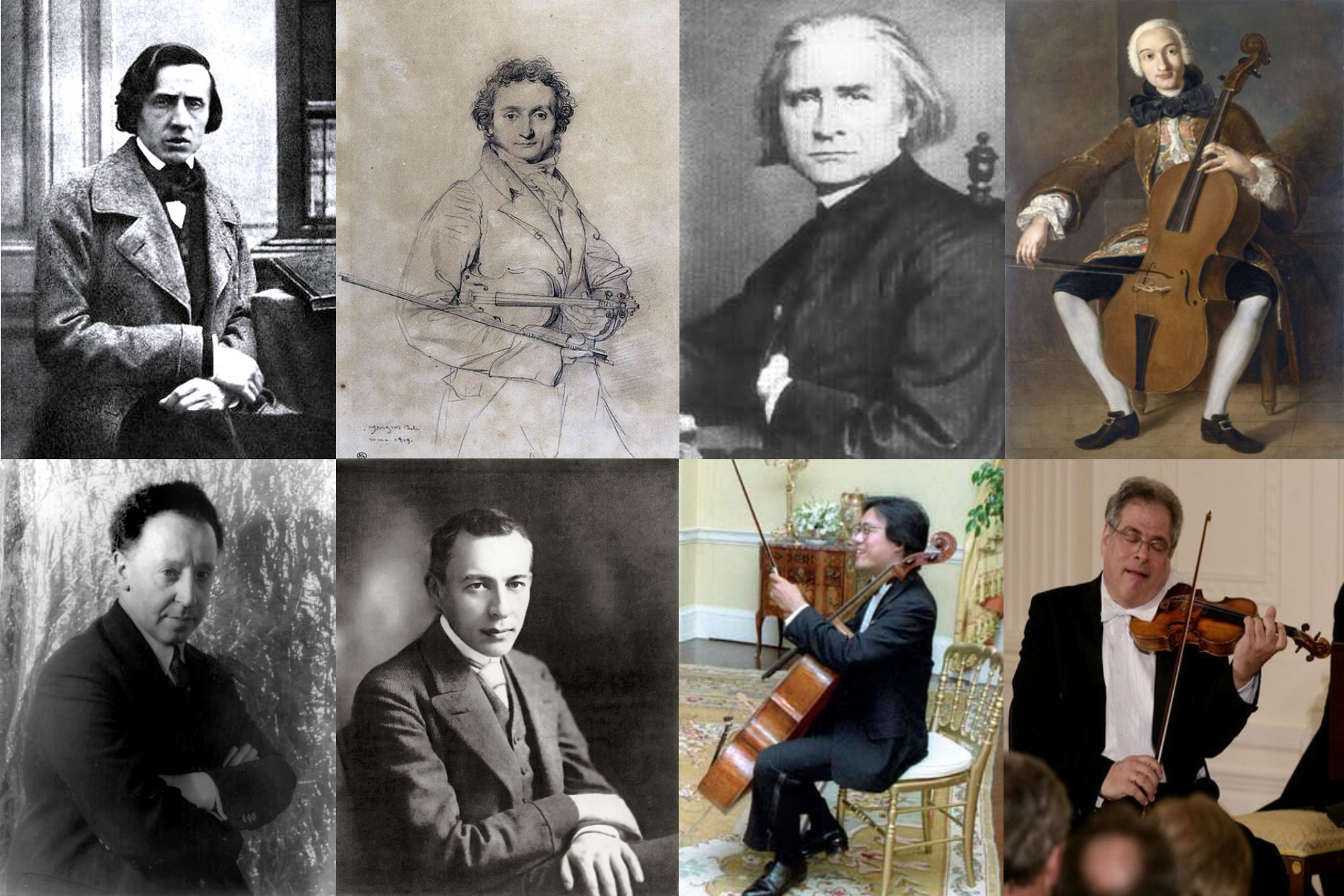
Ejemplos de varios virtuosos célebres.
1.ª fila desde izq.: Frédéric Chopin, Niccolò Paganini, Franz Liszt, Luigi Boccherini.
2.ª fila desde izq.: Arthur Rubinstein, Serguéi Rajmáninov, Yo-Yo Ma, Itzhak Perlman.

Virtuoso (en el ámbito musical) es una persona con habilidades o capacidades técnicas extraordinarias para tocar un instrumento musical. La personalidad del virtuoso se caracteriza desde la infancia o en un primer contacto con un instrumento musical, por una extrema y no común facilidad para ejecutar o tan solo interpretar la música, muchas veces sin un bagaje teórico, en géneros asociados a una espontánea vena creativa. No es por casualidad que los virtuosos suelen encontrarse asociados a aquellos ámbitos donde la improvisación desempeña un papel relevante, como el jazz o el canto lírico hasta el comienzo del siglo XIX.

## Evolución del concepto
En su uso italiano original, virtuoso, particularmente en los siglos XVI y XVII, era un término muy honorífico reservado a una persona que era distinguida en algún terreno intelectual o artístico: un poeta, un arquitecto, un estudioso... En la música, un virtuoso podía ser un intérprete especialmente hábil, pero más frecuentemente era un compositor, un teórico o, al menos, un maestro de capilla famoso. 
A finales del siglo XVII y durante el siglo XVIII, hubo un gran número de músico italianos que fueron reconocidos como virtuosos por razón de su raíz latina virtu. De esta manera se enfatizaba que el virtuoso de verdad era el músico que había hecho un entrenamiento y un aprendizaje excepcional, especialmente en el campo de la teoría. El mismo énfasis se encuentra en el Musicalisches Lexicon de Walther (1732). Johann Mattheson, en cambio, en su Der brauchbare Virtuoso (1720), aunque continúa rindiendo tributo a los virtuosos de la teoría, también hace los honores a los 'Virtuosi prattici' (virtuosos prácticos). Otros desarrollaron una visión más tradicional, como Johann Kuhnau que en su obra Der Musikalische Quack-Salbà (1700) diferencia claramente entre el virtuoso de verdad (der wahre Virtuose) y el musicus muy bien dotado (der glückselige Musicus) que goza del favor de príncipes y emperadores pero que tiene poco que decir aparte de su facilidad práctica.
Con el gran auge de la ópera y el concierto en la segunda mitad del siglo XVIII, el término virtuoso y también en femenino virtuosa pasó a referirse a violinistas, flautistas, pianistas, sopranos, castrati, etc., que hacían carrera como solistas. 
Al mismo tiempo adquirió otros significados a medida que cambiaron las actitudes hacia el exhibicionismo del intérprete, actitudes que en el siglo XIX se exageraron aún más. Franz Liszt decía que el virtuosismo era un elemento indispensable de la música, en cambio Richard Wagner expresaba ciertas reservas en este sentido, en tanto que el intérprete es, sobre todo, el intermediario de una idea artística. Paralelamente aparece un cierto carácter peyorativo en expresiones contemporáneas en alemán como:
- Virtuosenmachwerk: una obra que solo intenta mostrar estas habilidades técnicas;
- Pultvirtuoso: un músico de orquesta con temperamento de virtuoso;
- Taktstockvirtuoso: un virtuoso de la batuta.

Aunque ha habido una tendencia a sospechar del virtuoso; e incluso en el caso de Giuseppe Tartini y de Niccolò Paganini a atribuirlo a un poder sobrenatural y pactos con el diablo, el virtuoso verdadero siempre ha sido admirado no solo por su rareza y excepcionalidad, sino también por su capacidad de traspasar las fronteras de su arte.

## Virtuosos

### En la música clásica occidental
En la música renacentista italiana, ya se encuentran interesantes ejemplos de virtuosismo, como por ejemplo algunos madrigales de Luzzasco Luzzaschi destinados a ser interpretados por el Concerto delle donne, un grupo de verdaderas virtuosas de la música vocal. Como mínimo desde el siglo XVIII ha habido intérpretes virtuosos que a su vez han sido compositores lo cual ha dado como resultado obras de gran interés musical como composiciones y de enorme complejidad interpretativa en la medida en que eran composiciones pensadas para ser ejecutadas por ellos mismos. Esta tendencia también se exageró en el Romanticismo. 
Son ejemplos contando todas las épocas Giuseppe Tartini, Johann Sebastian Bach, Domenico Scarlatti, Georg Friedrich Händel, Wolfgang Amadeus Mozart, Ludwig van Beethoven, Johann Baptist Cramer, Henri Herz, Frédéric Chopin, Felix Mendelssohn, Franz Liszt, Carl Czerny, Johannes Brahms, Serguéi Rajmáninov, Aleksandr Skriabin, Enrique Granados, Isaac Albéniz, Claude Debussy, Béla Bartók, entre otros.
Por encima de todos ellos, probablemente, la figura paradigmática del virtuoso es Niccolò Paganini.

### En otros ámbitos musicales

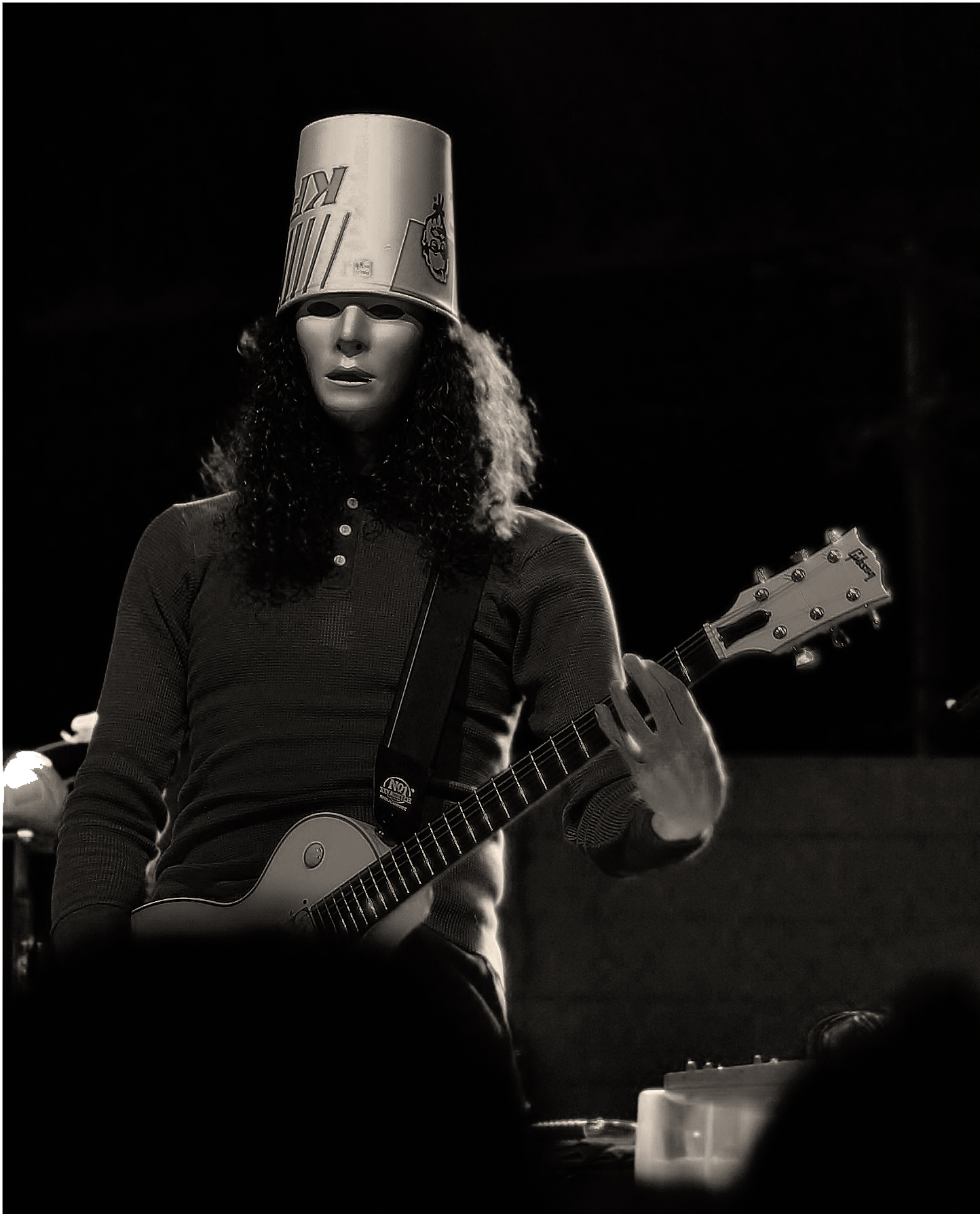
Buckethead

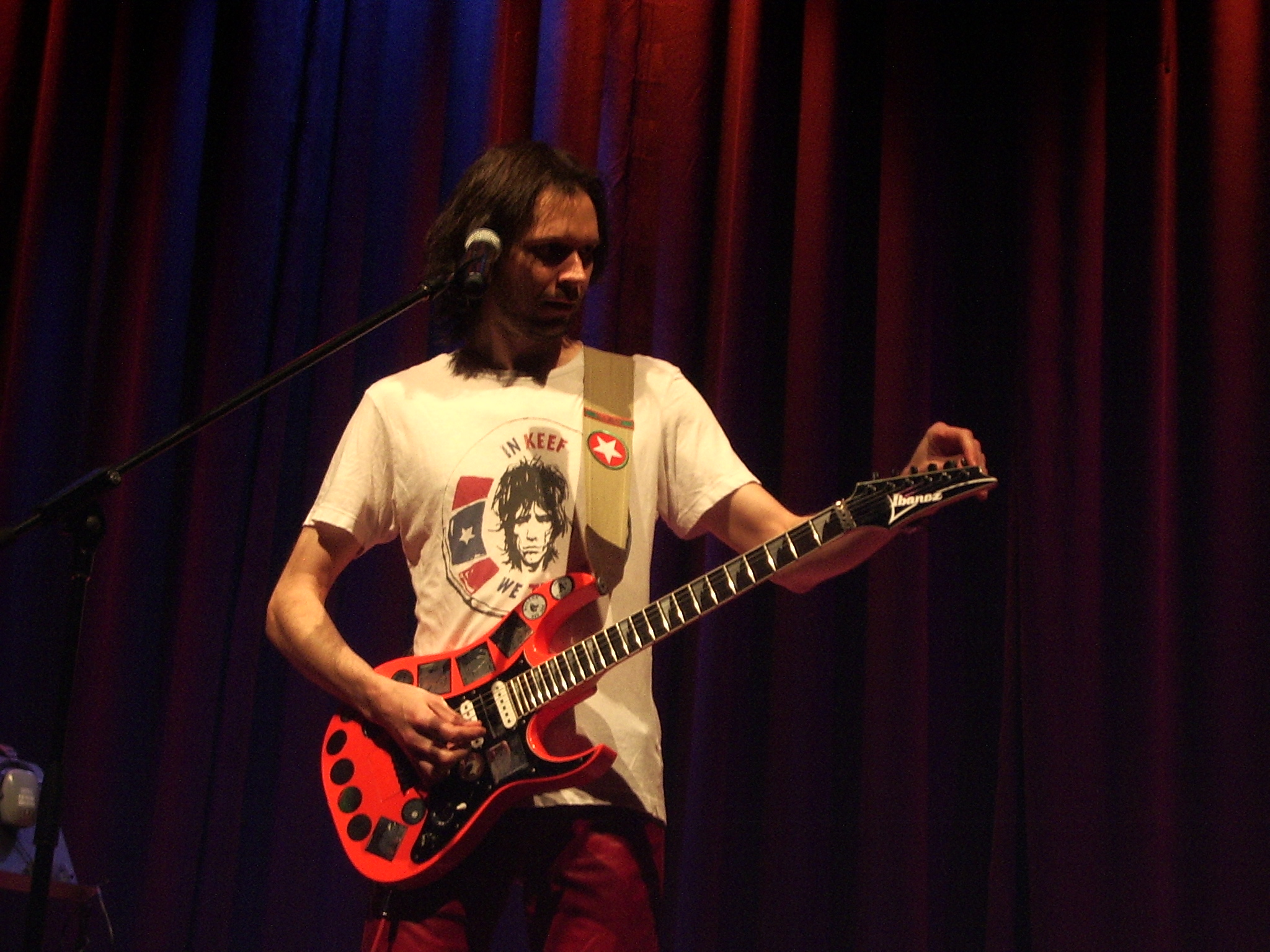
Paul Gilbert

Dentro de la música popular, el rock progresivo, el hard rock, el heavy metal y estilos cercanos han dado grandes virtuosos, desde pianistas como Ray Manzarek, Cory Henry; pasando por cantantes como Freddie Mercury, Michael Jackson, Ian Gillan, Bruce Dickinson, Fabio Lione, Jim Morrison, James Labrie, etc. hasta bateristas como John Bonham, Keith Moon, John Densmore, Neil Peart, Stewart Copeland, Vinnie Colaiuta, Nicko McBrain, Mike Portnoy, etc. También del bajo eléctrico como John Entwistle, Steve DiGiorgio, John Myung, Flea, Cliff Burton,
Geddy Lee entre otros. Pero sobre todo virtuosos de la guitarra eléctrica como Robby Krieger, Eddie Van Halen, Jimmy Page, Randy Rhoads, Dave Murray, Jimi Hendrix, Eric Clapton, Tony Iommi, Ritchie Blackmore, Yngwie Malmsteen, Walter Giardino, John Petrucci, Michael Romeo, Paul Gilbert, Carlos Santana, Steve Vai, Brian May, Luca Turilli, Chris Impellitteri, Buckethead, Jonny Greenwood, Dimebag Darrell, Chuck Schuldiner, Joe Satriani o Jason Becker, etc. 
En el mundo del jazz fue el bebop el primer estilo que dio grandes virtuosos del jazz instrumental. En el jazz más actual cabe destacar Jaco Pastorius (bajo eléctrico), o Bobby McFerrin (voz).
En el género del blues la figura que más destacada es la de Robert Johnson, conocido como "el rey del delta blues".
En la música tradicional japonesa, en la interpretación shakuhachi existen virtuosos como Yamaguchi Goro. En la tradición china el pipa y el yangqin son instrumentos que incorporan, habitualmente, un grado notable de virtuosismo; son virtuosos de este último Vivian Xia, Cheng Hua y Eric Ho.